# محمد واموسي
محمد واموسي (18 فبراير 1978 -) هو إعلامي وصحفي مغربي ويحمل الجنسية الفرنسية.

## حياته ونشاته
ينحدر من مدينة أصيلة شمال المغرب ، يشغل مهمة مدير مكتب تلفزيون دبي و وكالة أنباء الإمارات في العاصمة الفرنسية باريس، انتخب عام 2019 رئيسا للمركز الأوروبي للسلام و حل النزاعات و مقره بروكسل.

## مسيرته
بدأ محمد واموسي مشواره الإعلامي عام 1995عبر صحيفة الخضراء الجديدة في مدينة طنجة، انتقل عام 1998 إلى الرباط، للعمل كصحافي في يومية المنعطف، قبل أن ينتقل إلى باريس عام 2001، للعمل ضمن طاقم مجلة الوطن العربي، في عام 2006 انضم إلى الفريق الصحافي لإذاعة مونت كارلو الدولية التي يوجد مقرها في باريس وخاض فيها تجربة إذاعية لأكثر من أربعة أعوام، التحق في بداية عام 2007 بتلفزيون دبي، كمراسل ومدير مكتب القناة في باريس حتى اللحظة، في بداية العام 2009 التحق بطاقم شبكة يورونيوز الإخبارية، وتحديدا في قسمها العربي، وهو عضو في منظمة مراسلون بلا حدود المدافعة عن حرية الصحافة والصحافيين
في إذاعة مونت كارلو الدولية شارك محمد واموسي في تغطية ومتابعة الكثير من القضايا الساخنة والحروب، على رأسها حرب تموز بين حزب الله وإسرائيل، كما قام بإنجاز العديد من الحوارات والمقابلات مع شخصيات عربية ودولية وصناع القرار، منها على سبيل المثال مقابلة مع الزعيم الدرزي رئيس اللقاء الديمقراطي وأحد أركان الأكثرية اللبنانية النائب وليد جنبلاط،مقابلة مع العديد من القادة الكبار في حركة فتح ووزراء في السلطة الفلسطينية، وقادة حركة حماس في طليعتهم محمود الزهار وسامي أبو زهري، مقابلة مع المتحدث باسم الخارجية الأمريكية مايكل بيلتيه، والمثحدث باسم الحكومة البريطانية جون ويلكس، وعبد الملك الحوثي زعيم جماعة الحوثي للتمرد الزيدي في شمال اليمن ،والمنسق الأعلى للسياسة الخارجية للإتحاد الأوروبي خافيير سولانا، وشكيب خليل رئيس منظمة الدول المصدرة للنفط أوبك، والعديد من الوزراء والشخصيات المؤثرة في المشهد العراقي، على رأسهم طارق الهاشمي وعدنان الدليمي، وأخرى في بلدان عربية ودولية عديدة
وباسم تلفزيون دبي،عمل على تغطية كل الأحداث السياسية والاجتماعية والدولية التي شهدتها العاصمة الفرنسية باريس، كالانتخابات الرئاسية الفرنسية في عهد الرؤساء جاك شيراك ونيكولا ساكوزي وفرانسوا هولاند وإيمانويل ماكرون، وثورة شباب الضواحي الباريسية، إضافة إلى أحداث أخرى هامة مثل مؤتمر المانحين للدولة الفلسطينية، والحوار اللبناني في سان كلو، وإطلاق مشروع الاتحاد من أجل المتوسط في باريس، وغيرها من الأحداث السياسية والدولية التي تشهدها العاصمة الفرنسية وقصر الإيليزيه.
في يورونيوز عمل محمد واموسي في القسم العربي للقناة الأوروبية لمدة أربعة أعوام، إلى جانب نخبة متميزة من ألمع الوجوه الإعلامية الأوروبية .
و في العام 2012 انضم الإعلامي والصحافي محمد واموسي إلى قناة القارة المختصة في الشأن الأفريقي والتي يوجد مقرها في باريس، وفي بداية العام 2014 التحق بطاقم صحيفة القدس العربي التي يوجد مقرها في لندن كمسؤول عن مكتبها في باريس .
في ذات العام التحق أيضا بوكالة الأنباء الإماراتية كمدير لمكتبها في باريس،كما يكتب مقالات بشكل منتظم في صحف عربية و فرنسية .

## وصلات خارجية
- بعض تقارير الصحافي والإعلامي محمد واموسي على موقع يوتوب
- مسار الإعلامي محمد واموسي بالصور